# グリーンアンドアーツ
株式会社グリーンアンドアーツは、千葉県浦安市舞浜にあるオリエンタルランド（OLC）グループの企業である。
グリーンアンドアーツは、OLCが経営運営を統括する東京ディズニーリゾート（TDR）内にある植栽全般の造園・管理を主な目的として設立された。TDRのキャスト形態のひとつである「グリーンキーパー・キャスト」は、基本的に同社の所属である。
現在はTDR関連以外の造園関連の事業も数多く手掛けており、後述の　神奈川県のPFI事業等の大型プロジェクトにも携わっている。
なお、TDR内外で使用する花卉の栽培に関しては、OLCグループの舞浜ビジネスサービスのフラワーセンターが行っている。

## 沿革
- 1997年12月8日　オリエンタルランドの100%出資子会社として設立
- 2007年1月19日　神奈川県のPFI事業である「花と緑のふれあいセンター（仮称）」を落札し、同社を代表企業とする同事業事業推進における特別目的会社(SPC)「株式会社かながわGAパートナーズ」を設立したと発表